# Angus Ross
Pour les articles homonymes, voir Ross.
Kenneth Giggal, dit Angus Ross, est un auteur britannique de roman policier et de roman d'espionnage, né le 19 mars 1927, à Dewsbury (Yorkshire de l'Ouest).

## Biographie
En 1944, à l’âge de 17 ans, il se porte volontaire et sert dans la Fleet Air Arm de la Royal Navy pendant la dernière année de la Deuxième Guerre mondiale et jusqu’en 1952. Pendant près de vingt ans, il travaille au service des ventes de l’éditeur D. C. Thomson & Co. avant de se consacrer uniquement à l’écriture.
Il amorce sa carrière littéraire en 1970 avec L’Affaire de Manchester, le premier roman d’espionnage de la série consacrée aux exploits de Marcus Farrow. Dans ce premier roman, Farrow est un simple reporter qui s’occupe de publicité. Témoin d’un incident, quand une jeune femme est frappée devant lui par une voiture, il découvre que ce banal fait divers cache un meurtre et se trouve bientôt plongé dans le monde sordide de l’espionnage. Héros moins sanguin que réfléchi, Farrow revient dans une quinzaine d’aventures, où se développe sa lente évolution psychologique. À la sensibilité d’humaniste des premiers pas succèdent une attitude de plus en plus cynique et désabusé devant la puissance d’une bureaucratie sans visage qui manipule l’information et joue sans vergogne avec la vie des citoyens ordinaires qu’elle est censée protéger. Farrow est à l’occasion flanqué d’un partenaire, Charles McGowan, dépourvu de compassion, car plus aveugle dans son obéissance au diktat du service.
Angus Ross a également signé quelques romans policiers classiques, dont Doom Indigo (1989), avec l’enquêteur Edmund Foster.

## Œuvre

### Romans

#### SérieMarcus Farrow
- The Manchester Thing ou The Manchester Connection (1970) Publié en français sous le titre L’Affaire de Manchester, Paris, Librairie des Champs-Élysées, Le Masque no 1396, 1975
- The Huddersfield Job (1971)
- The London Assignment (1972)
- The Dumfermline Affair (1973) Publié en français sous le titre Bon appétit, Charlie, Paris, Librairie des Champs-Élysées, Le Masque no 1383, 1975
- The Amsterdam Diversion (1974)
- The Bradford Business (1974)
- The Leeds Fiasco (1975)
- The Edinburgh Exercise (1975)
- The Ampurias Exchange (1976)
- The Aberdeen Conundrum (1977)
- The Burgos Contract (1978)
- The Congleton Lark (1979)
- The Hamburg Switch (1980)
- The Menwith Tangle (1982)
- The Darlington Jaunt (1984)
- The Luxembourg Run (1985)
- The Tyneside Ultimatum (1988)
- The Leipzig Manuscript (1990)

#### Autres romans
- A Bad April (1984)
- Doom Indigo (1989)
- The Last One (1992)

### Théâtre
- Dear Elsie (1977)

## Sources
- Jacques Baudou et Jean-Jacques Schleret, Le Vrai Visage du Masque, vol. 1, Paris, Futuropolis, 1984, 476 p. (OCLC 311506692), p. 373-374.
- (en) John M. Reilly (Ed.), Twentieth-century crime and mystery writers, New York, St. Martin's Press, coll. « Twentieth-century writers of the English language », 1982 (réimpr. 1991), 2e éd., 1568 p. (ISBN 978-0-312-82417-4, OCLC 6688156), p. 776-777.